# Johan Lundin (professor)

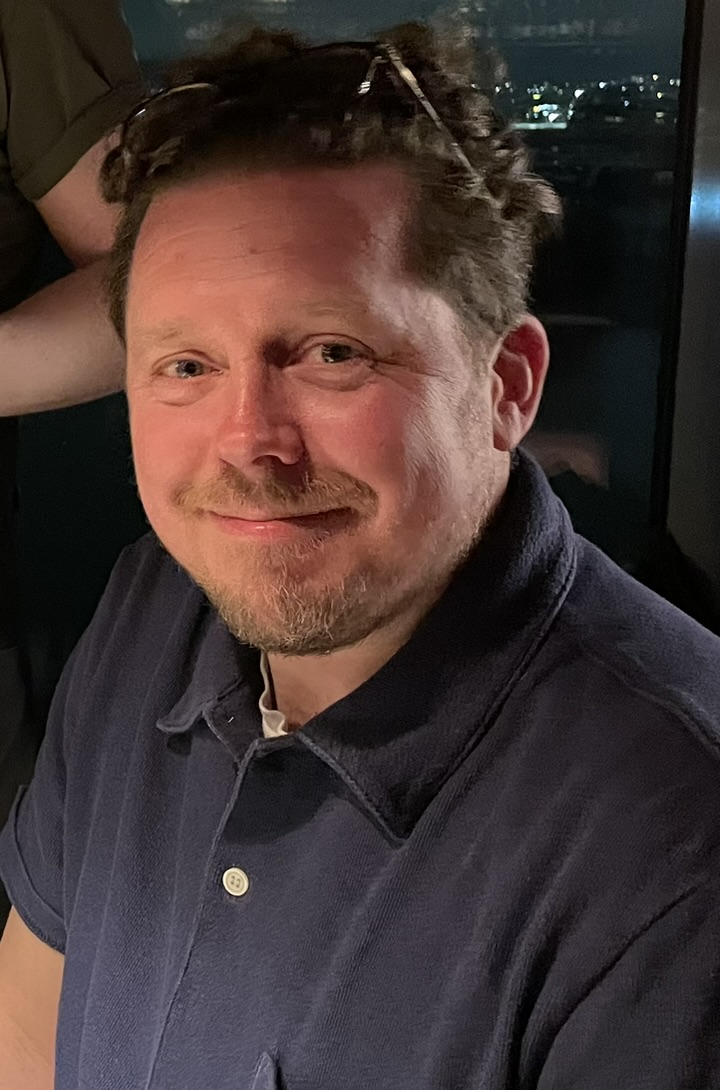
Johan Lundin.

Johan Anders Lundin, född 14 september 1975, är en svensk professor i informatik och lärande.

## Biografi
Efter magisterexamen i informatik år 2000 och doktorsexamen i samma ämne 2005 vid Göteborgs universitet blev Lundin 2012 docent i tillämpad IT vid samma lärosäte. År 2018 blev han professor vid institutionen för tillämpad IT vid Göteborgs universitet.
Lundins forskning är inriktad på hur informationsteknik förändrar förutsättningar för kunskapsinhämtning, exempelvis i skolans digitalisering. Han utforskar tekniken i empiriska och designorienterade studier om IT i pedagogiska praktiker och på arbetsplatser. Ett tidigt forskningsintresse rörde även mobila IT-lösningar. Lundin har också inriktat sitt arbete mot att utveckla forskningen inom IT och lärande och är ordförande i GradeResearch samt är ledamot i vetenskapsrådets utbildningsvetenskapliga kommitté.

## Referenslista
1. ↑  ”Johan Lundin | Göteborgs universitet”. www.gu.se. https://www.gu.se/om-universitetet/hitta-person/johanlundin. Läst 6 mars 2024.
2. ↑  Tallvid, Martin; Lundin, Johan; Svensson, Lars; Lindström, Berner (2015). ”Exploring the Relationship between Sanctioned and Unsanctioned Laptop Use in a 1:1 Classroom”. Journal of Educational Technology & Society 18 (1):  sid. 237–249. ISSN 1176-3647. https://www.jstor.org/stable/jeductechsoci.18.1.237. Läst 6 mars 2024.
3. ↑  Lundin, Johan; Lymer, Gustav; Holmquist, Lars Erik; Brown, Barry; Rost, Mattias (2010-12-01). ”Integrating students' mobile technology in higher education”. International Journal of Mobile Learning and Organisation 4 (1):  sid. 1–14. doi:10.1504/IJMLO.2010.029951. ISSN 1746-725X. https://doi.org/10.1504/IJMLO.2010.029951. Läst 6 mars 2024.
4. ↑  Utterberg Modén, Marie (2021-01-05) (på English). Intelligent Tutoring Systems: Why Teachers Abandoned a Technology Aimed at Automating Teaching Processes. ISBN 978-0-9981331-4-0. http://hdl.handle.net/10125/70798. Läst 6 mars 2024
5. ↑  Lundin, Johan; Nuldén, Urban (2007-01-01). ”Talking about tools – investigating learning at work in police practice”. Journal of Workplace Learning 19 (4):  sid. 222–239. doi:10.1108/13665620710747915. ISSN 1366-5626. https://doi.org/10.1108/13665620710747915. Läst 6 mars 2024.
6. ↑  Lundin, J.; Magnusson, M. (2003-09). ”Collaborative learning in mobile work” (på engelska). Journal of Computer Assisted Learning 19 (3):  sid. 273–283. doi:10.1046/j.0266-4909.2003.00029.x. ISSN 0266-4909. https://onlinelibrary.wiley.com/doi/10.1046/j.0266-4909.2003.00029.x. Läst 6 mars 2024.
7. ↑  Fischer, Gerhard; Lundin, Johan; Lindberg, J. Ola (2020-01-01). ”Rethinking and reinventing learning, education and collaboration in the digital age—from creating technologies to transforming cultures”. The International Journal of Information and Learning Technology 37 (5):  sid. 241–252. doi:10.1108/IJILT-04-2020-0051. ISSN 2056-4880. https://doi.org/10.1108/IJILT-04-2020-0051. Läst 6 mars 2024.
8. ↑  Fischer, Gerhard; Lundin, Johan; Lindberg, Ola J. (2022-01-01). ”The challenge for the digital age: making learning a part of life”. The International Journal of Information and Learning Technology 40 (1):  sid. 1–16. doi:10.1108/IJILT-04-2022-0079. ISSN 2056-4880. https://doi.org/10.1108/IJILT-04-2022-0079. Läst 6 mars 2024.
9. ↑  ”Utbildningsvetenskapliga kommittén”. www.vr.se. 25 maj 2018. https://www.vr.se/om-vetenskapsradet/organisation/amnesrad-rad-och-kommitteer/utbildningsvetenskapliga-kommitten.html. Läst 6 mars 2024.